# Именьково
Име́ньково (тат. Имәнкискә) — село в Лаишевском районе Татарстана. Входит в состав Чирповского сельского поселения. В честь а

## География
Село расположено на правом берегу Камского рукава Куйбышевского водохранилища, в 60 км к юго-востоку от Казани, ближайший город — райцентр Лаишево в 16 км к западу, высота над уровнем моря 80 м. Соседние населённые пункты: Чирпы — в 1 км на север, Меретяки в 6 км на северо-восток и Полянка в 4,5 км на юго-восток.

## История
В окрестностях села выявлены археологические памятники:
- Усть-Брыскинский могильник (азелинская культура)
- Именьковский комплекс, включающий: Именьковское городище и стоянку I (маклашевский этап приказанской культуры, азелинская, именьковская культуры, общебулгарский памятник), Именьковское городище II (именьковская культура); Именьковское селище I (именьковская культура), Именьковское селище II (булгарский памятник домонгольского и золотоордынского времени); Именьковские стоянки I, II, III, IV, V, VI (приказанская культура); Именьковский могильник (булгарский памятник золотоордынского времени), Именьковский могильник II (азелинская культура); Именьковское местонахождение I (именьковская культура), Именьковские находки и клад (эпоха бронзы, булгарский памятник домонгольского времени).

По одному из памятников комплекса (Именьковское городище I) названа именьковская культура.
Известно с периода Казанского ханства (по одной из версий, с XII в.). В Писцовой книге И. Болтина (1603 г.) село упоминается под названием Иман Киска.
И. А. Износков указывает в этом месте городище и древнее кладбище, что говорит о возникновении этого селения задолго до завоевания города Казани.
Деревня татарских ясачников Иман-Киска у И. Болтина записана «Именкеской» — впоследствии Именьково. Писцовые книги Казанского уезда в 60-х годах XVI столетия фиксируют в селении потомственные земельные владения также и служилых татар.
В XVIII — первой половине XIX века жители относились к сословию государственных крестьян. Основные занятия жителей в этот период — земледелие и скотоводство, были распространены рыболовство, торговля.
В «Списке населенных мест по сведениям 1859 года», изданном в 1866 году, населённый пункт упомянут как казённая деревня Именьково 1-го стана Лаишевского уезда Казанской губернии. Располагалась при безымянном озере, на большом Оренбургском почтовом тракте, в 12 верстах от уездного города Лаишево и в 8 верстах от становой квартиры во владельческом селе Шуран. В деревне, в 47 дворах жили 419 человек (218 мужчин и 201 женщина), была мечеть.
В начале XX века здесь действовали мечеть, медресе (с 1908 г.), ветряная мельница, кузница, крупообдирка, 8 постоялых дворов, 5 мелочных лавок. В этот период земельный надел сельской общины составлял 1159,3 десятины.
По селу проходит Оренбургский (бывший Екатерининский) тракт.
До 1920 года село входило в Чирповскую волость Лаишевского уезда Казанской губернии. С 1920 года в составе Лаишевского кантона ТАССР. С 14 февраля 1927 года в Лаишевском, с 1 февраля 1963 года в Пестречинском, с 12 января 1965 года в Лаишевском районах.
В 1931 году в селе был образован первый колхоз (с 1992 г., по другим данным с 1998 г., ассоциация кооперативных крестьянских хозяйств «Маяк»). В 1997—2016 годах в составе крестьянского хозяйства «Тан».

## Население
| 1782 | 1859 | 1897 | 1908 | 1920 | 1926 | 1938 | 1949 | 1958 | 1970 | 1979 | 1989 | 2002 | 2010 | 2017 |
| ---- | ---- | ---- | ---- | ---- | ---- | ---- | ---- | ---- | ---- | ---- | ---- | ---- | ---- | ---- |
| 48   | 419  | 759  | 925  | 943  | 1019 | 1036 | 844  | 702  | 761  | 715  | 644  | 680  | 587  | 627  |

Национальный состав села — татары.

## Экономика
Работает сельхозпредприятие ООО «ИМЕНЬКОВО».

## Инфраструктура
В селе действуют:
- библиотека (с 1953 г.)
- дом культуры (с 2017 г., с 1975 г. — клуб)
- детский сад (с 1986 г.)
- фельдшерско-акушерский пункт (с 1986 г.)
- средняя школа[9] (с 1917 г. как начальная[2])
- почтовое отделение[10]
- отделение Сбербанка[11].

Именьково связано автобусным сообщением. 

## Религия
Мечеть (с 1993 г.), медресе (с 2016 г.).

## Известные люди
- М. М. Арсланов (р. 1944) — математик, доктор физико-математических наук (1988), член-корреспондент АН РТ, заслуженный деятель науки РТ, профессор